# Tsinger (Mondkrater)
Tsinger ist ein Einschlagkrater im Norden der Mondrückseite.
Der Krater liegt nordöstlich des sehr viel größeren Kraters D’Alembert, zwischen Cooper im Süden und Tikhov im Norden.
Der nahezu kreisrunde Kraterrand ist gut erhalten und wird im Norden von seinem Nebenkrater Y berührt. Im Kraterinneren findet sich ein zentraler Gipfel.

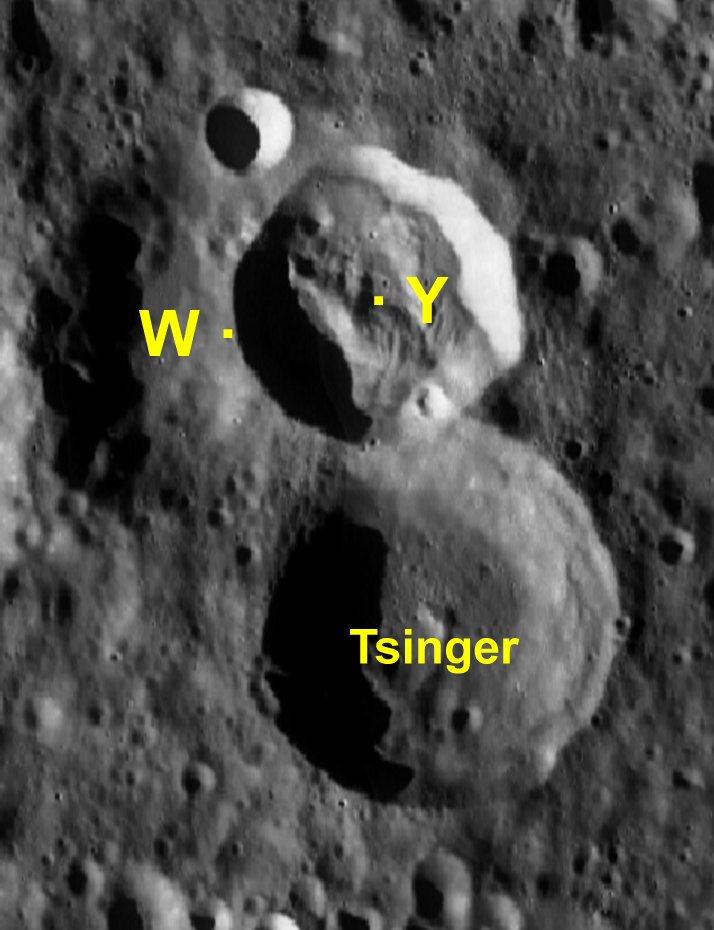
Tsinger mit seinen Nebenkratern

Tsinger hat zwei mit W und Y bezeichnete Nebenkrater:
| Buchstabe | Position            | Durchmesser | Link |
| --------- | ------------------- | ----------- | ---- |
| W         | 57,57° N, 174,15° O | 47 km       |      |
| Y         | 57,68° N, 175,25° O | 32 km       |      |

Der Krater wurde 1970 von der IAU offiziell nach dem kanadischen Astronomen Nikolai Jakowlewitsch Zinger benannt. Auch die Schreibweise Zinger ist gebräuchlich, die IAU schreibt Zinger in Klammern hinter dem Hauptnamen Tsinger.